# Attribuzione biproporzionale
L'attribuzione biproporzionale o sistema doppio Pukelsheim (in lingua tedesca: Doppelter Pukelsheim ) è un metodo per ripartire i seggi in un sistema proporzionale a lista di partito che rispetti le proporzioni fra gli eletti secondo due parametri. Ossia, esistono due diverse partizioni dei voti per le quali ogni parte riceve un numero di eletti in proporzione ai voti totali, anziché solo una (il partito scelto) nei sistemi usuali.
Per esempio, tale metodo può garantire un numero di eletti da ogni regione in proporzione alla popolazione di quella regione e contemporaneamente un numero di eletti di un partito in proporzione ai voti di quel partito fra tutti i voti, differendo dal sistema proporzionale a lista di partito per il fatto che le proporzioni dei voti ai partiti siano determinate nazionalmente e non per circoscrizione, non perdendo mai i residui per circoscrizione. Meno eletti vi sono per circoscrizione, più grande può diventare il residuo, aumentando la differenza di risultati fra i due sistemi. 
Questo metodo si può usare anche per ottenere risultati proporzionati per genere e partito, per etnia e partito e in generale ogni coppia di caratteristiche registrabili dall'elezione.
Se i parametri sono regione e partito e ogni regione è costruita per avere esattamente un eletto ciascuna, il metodo prende il nome di fair majority voting.

## Funzionamento
Supponiamo che il metodo sia usato per dare risultati proporzionati per partito e per regione. Il caso con altri parametri è analogo.
Ogni partito nomina una lista di candidati in ogni regione. Gli elettori votano per le liste della propria regione.
I risultati delle elezioni sono calcolati in due fasi:
1. Nella sovraripartizione[3] (in tedesco Oberzuteilung) è determinato il numero di seggi per ogni partito (su tutte le regioni) e il numero di seggi per ciascuna regione.
2. Nella sottoripartizione[3] (in tedesco Unterzuteilung) si specifica a quali regioni i seggi dei partiti appartengono, rispettando nei numeri determinati precedentemente.

### Sovraripartizione
Il numero di eletti per ogni partito è computato con un metodo del divisore - per esempio Sainte-Laguë o D'Hondt. Questo determina quanti seggi ogni partito avrà in proporzione al totale, ovvero la somma dei seggi in tutte le regioni di quel partito. Allo stesso modo, sono calcolati il numero di seggi per regione, è necessario usare lo stesso metodo del divisore.
Poiché la fase successiva determina solo in quali regioni il partito sarà eletto, alla fine di questa fase sono già noti rapporti di forza fra i partiti nel parlamento che risulterà.

### Sottoripartizione
La sottoripartizione deve distribuire i seggi ai partiti in modo da rispettarne i numeri per partito e per regione determinati nella fase precedente.
Si procede con metodo iterativo. All'inizio per ogni regione è scelto un divisore regionale ( Wahlkreisdivisor ) che usando il metodo del divisore scelto per i voti ripartiti a ogni lista nella regione. Per ogni partito, un divisore di partito ( Parteidivisor ) è inizializzato a 1.
L'obiettivo del processo iterativo è modificare i divisori regionali e quelli di partito cosicché
- il numero di seggi di ogni lista regionale equivalga al numero dei loro voti diviso sia per il Wahlkreisdivisor sia per il Parteidivisor e arrotondato per il metodo del divisore scelto;
- La somma dei seggi ottenuti da tutte le liste regionali di uno stesso partito equivale al numero di seggi per quel partito determinato nella sovraripartizione;
- La somma dei seggi ottenuti da tutte le liste regionali di una stessa regione equivale al numero di seggi determinati nella sovraripartizione per quella regione.

I seguenti passi sono ripetuti finché l'obiettivo non è raggiunto:
- portare i divisori di partito ad un valore per cui la ripartizione all'interno di ciascun partito sia corretta con il metodo del divisore scelto.
- portare i divisori regionali ad un valore per cui la ripartizione all'interno della regione sia corretta con il metodo del divisore scelto

Usando il metodo Sainte-Laguë come metodo dei divisori, si può dimostrare che l'algoritmo termina sempre raggiungendo l'obiettivo.

## Esempio
Si supponga che vi siano tre partiti A, B e C in tre regioni I, II e III che vi siano 20 seggi da distribuire con il metodo Sainte-Laguë. Si supponga inoltre che i voti per ciascuna lista regionale siano in questo modo:
|         | Regioni | Regioni | Regioni |        |
| ------- | ------- | ------- | ------- | ------ |
| Partiti | I       | II      | III     | totale |
| A       | 123     | 45      | 815     | 983    |
| B       | 912     | 714     | 414     | 2040   |
| C       | 312     | 255     | 215     | 782    |
| totale  | 1347    | 1014    | 1444    | 3805   |

### Prima fase
Per la sovraripartizione, il numero di seggi totali per i partiti e per le regioni sono determinati.
Essendoci 3805 voti e 20 seggi, ci sono 190 voti per seggio, col resto di 5 voti. pertanto, la distribuzione dei seggi per partito risulta:
| Partito       | A   | B    | C   |
| voti          | 983 | 2040 | 782 |
| voti/divisore | 5.2 | 10.7 | 4.1 |
| seggi         | 5   | 11   | 4   |

Col divisore 190, per le regioni invece:
| Regione       | I    | II   | III  |
| voti          | 1347 | 1014 | 1444 |
| voti/divisore | 7.1  | 5.3  | 7.6  |
| seggi         | 7    | 5    | 8    |

### Seconda fase
All'inizio bisogna cercare i divisori regionali per ripartire i seggi di ciascuna regione alle liste regionali dei partiti. Nelle tabelle, per ogni lista regionale di partito ci sono due caselle, la prima mostra il numero di voti e la seconda il numero di seggi ripartiti.
| Regioni          | Regioni | Regioni | Regioni | Regioni | Regioni |     |
| ---------------- | ------- | ------- | ------- | ------- | ------- | --- |
| Partiti          | I       | I       | II      | II      | III     | III |
| A                | 123     | 1       | 45      | 0       | 815     | 5   |
| B                | 912     | 4       | 714     | 4       | 414     | 2   |
| C                | 312     | 2       | 255     | 1       | 215     | 1   |
| Totale           | 1347    | 7       | 1014    | 5       | 1444    | 8   |
| Wahlkreisdivisor | 205     | 205     | 200     | 200     | 180     | 180 |

Ora, i divisori di partito sono inizializzati a 1 e il numero di seggi ottenuti da ciascun partito è controllato in modo che equivalga a quello della prima fase:
| Partiti          | I    | I   | II   | II  | III  | III | totale | totale | Parteidivisor |
| A                | 123  | 1   | 45   | 0   | 815  | 5   | 983    | 6      | 1             |
| B                | 912  | 4   | 714  | 4   | 414  | 2   | 2040   | 10     | 1             |
| C                | 312  | 2   | 255  | 1   | 215  | 1   | 782    | 4      | 1             |
| Totale           | 1347 | 7   | 1014 | 5   | 1444 | 8   | 3805   | 20     |               |
| Wahlkreisdivisor | 205  | 205 | 200  | 200 | 180  | 180 |        |        |               |

Poiché non tutti i partiti hanno il numero corretto di seggi, si esegue il primo passo correttivo per aggiustare i divisori di A e B:
| Partiti          | I    | I   | II   | II  | III  | III | totale | totale | Parteidivisor |
| A                | 123  | 1   | 45   | 0   | 815  | 4   | 983    | 5      | 1.1           |
| B                | 912  | 5   | 714  | 4   | 414  | 2   | 2040   | 11     | 0.95          |
| C                | 312  | 2   | 255  | 1   | 215  | 1   | 782    | 4      | 1             |
| totale           | 1347 | 8   | 1014 | 5   | 1444 | 7   | 3805   | 20     |               |
| Wahlkreisdivisor | 205  | 205 | 200  | 200 | 180  | 180 |        |        |               |

Ora, i divisori per le regioni I e III devono essere modificati non rispondendo alle condizioni. Poiché la regione I ha un seggio di troppo il suo divisore va aumentato e per converso quello della III va diminuito.
| Partiti          | I    | I   | II   | II  | III  | III | totale | totale | Parteidivisor |
| A                | 123  | 1   | 45   | 0   | 815  | 4   | 983    | 5      | 1.1           |
| B                | 912  | 5   | 714  | 4   | 414  | 3   | 2040   | 12     | 0.95          |
| C                | 312  | 1   | 255  | 1   | 215  | 1   | 782    | 3      | 1             |
| totale           | 1347 | 7   | 1014 | 5   | 1444 | 8   | 3805   | 20     |               |
| Wahlkreisdivisor | 210  | 210 | 200  | 200 | 170  | 170 |        |        |               |

I divisori per i partiti vanno riaggiustati
| Partiti          | I    | I   | II   | II  | III  | III | totale | totale | Parteidivisor |
| A                | 123  | 1   | 45   | 0   | 815  | 4   | 983    | 5      | 1.1           |
| B                | 912  | 4   | 714  | 4   | 414  | 3   | 2040   | 11     | 0.97          |
| C                | 312  | 2   | 255  | 1   | 215  | 1   | 782    | 4      | 0.98          |
| totale           | 1347 | 7   | 1014 | 5   | 1444 | 8   | 3805   | 20     |               |
| Wahlkreisdivisor | 210  | 210 | 200  | 200 | 170  | 170 |        |        |               |

Ora, il numero di seggi per i tre partiti e le tre regioni corrisponde ai numeri computati nella sovraripartizione. Quindi il processo iterativo è completato
Il risultato totale dei numeri di seggi
|         | Regioni | Regioni | Regioni |        |
| ------- | ------- | ------- | ------- | ------ |
| Partiti | I       | II      | III     | totale |
| A       | 1       | 0       | 4       | 5      |
| B       | 4       | 4       | 3       | 11     |
| C       | 2       | 1       | 1       | 4      |
| totale  | 7       | 5       | 8       | 20     |

## Utilizzo
Il metodo fu proposto nel 2003 dal matematico tedesco Friedrich Pukelsheim. È usato per le elezioni cantonali e municipali di alcuni cantoni svizzeri, fra cui Zurigo (dal 2006), Argovia e Sciaffusa (dal 2008), Nidvaldo e Zugo (dal 2013) e Svitto (dal 2015). Discussioni per una sua introduzione sono invece in corso nel Canton Grigioni.

## Fair majority voting
Fair majority voting è il medesimo sistema elettorale con il vincolo che tutte le regioni siano costruite in modo che abbiano esattamente un seggio. Tali regioni vengono chiamate distretti. Fu proposto nel 2009 da Michel Balinski per eliminare il potere del gerrymandering, negli Stati Uniti d'America.